# Phalops gallanus
Phalops gallanus är en skalbaggsart som beskrevs av D'orbigny 1904. Phalops gallanus ingår i släktet Phalops och familjen bladhorningar. Inga underarter finns listade i Catalogue of Life.